# Вулиця Висока (Львів)
Вулиця Висо́ка — вулиця у Шевченківському районі міста Львів, у місцевості Замарстинів. Пролягає від вулиці Рослинної до вулиці Замарстинівської.
Вулиця отримала свою назву у 1958 році. Забудована приватними садибами 1930-х років у стилі конструктивізм.